# Йънгзом Брауен
Йънгзом Брауен (на немски: Yangzom Brauen) е швейцарска актриса, политическа активистка за независимостта на Тибет и писателка, авторка на произведения в жанра съвременен биографичен роман.

## Биография и творчество
Йънгзом Брауен е родена на 18 април 1980 г. в Берн, Швейцария, в семейството на Мартин Брауен, швейцарец етнолог, и Сонан Долма, тибетска художничка. Баба ѝ е беглец от Тибет след анексирането на държавата от Китай и разрушаване на манастира, в който тя е монахиня. Завършва престижния Университет за театър и музика в Берн. След дипломирането си работи в независими театрални проекти в Швейцария и Германия. През 2000 г. гостува в швейцарския ситком „Manne Zimmer“. Дебютът ѝ е успешен и тя се премества в Берлин, като участва в различни филми, швейцарски и немски предавания.
Прави дебюта си в Холивуд във фантастичния филм „Аеон Флукс“ с ролята на Инари, след което се премества да живее в Лос Анджелис. Заедно с работа си на актриса участва в политически дейност свързани с борбата на независимост на Тибет. През 2001 г. е арестувана в Москва при протест срещу избора на Китай за домакин на олимпийските игри.
През 2009 г. е издадена биографичната ѝ книга „Три дъщери на Тибет“, която описва драматичната история нейните баба и майка. Книгата веднага става бестселър в Германия и Швейцария.
През септември 2012 г. се омъжва за предприемача Хади Салем.
Йънгзом Брауен живее със семейството си в Лос Анджелис.

## Произведения
- Eisenvogel: drei Frauen aus Tibet; die Geschichte meiner Familie (2009)
Три дъщери на Тибет, изд. „Вакон“, София (2013), прев. Нина Рашкова

## Филмография
- 2000 Joy Ride
- 2000 – 2001 ManneZimmer – ТВ сериал, 3 епизода
- 2001 Schluss mit lustig! – ТВ филм
- 2003 Heimkehr
- 2004 Oeschenen
- 2005 The Big One – ТВ филм
- 2005 Аеон Флукс
- 2006 Meine bezaubernde Nanny – ТВ филм
- 2007 A2Z
- 2007 Asudem
- 2009 The Mandala Maker
- 2009 Космически товар
- 2009 Пандорум
- 2009 Hallo Hollywood – ТВ документален сериал, 21 епизода, продуцент
- 2010 Movin' In
- 2010 Länger leben
- 2011 Wilde Salomé – документален
- 2012 Wie zwischen Himmel und Erde
- 2013 Who Killed Johnny – автор, продуцент
- 2014 Der letzte Bulle – ТВ сериал, 6 епизода
- 2016 Available